# Marktkirche (Wiesbaden)

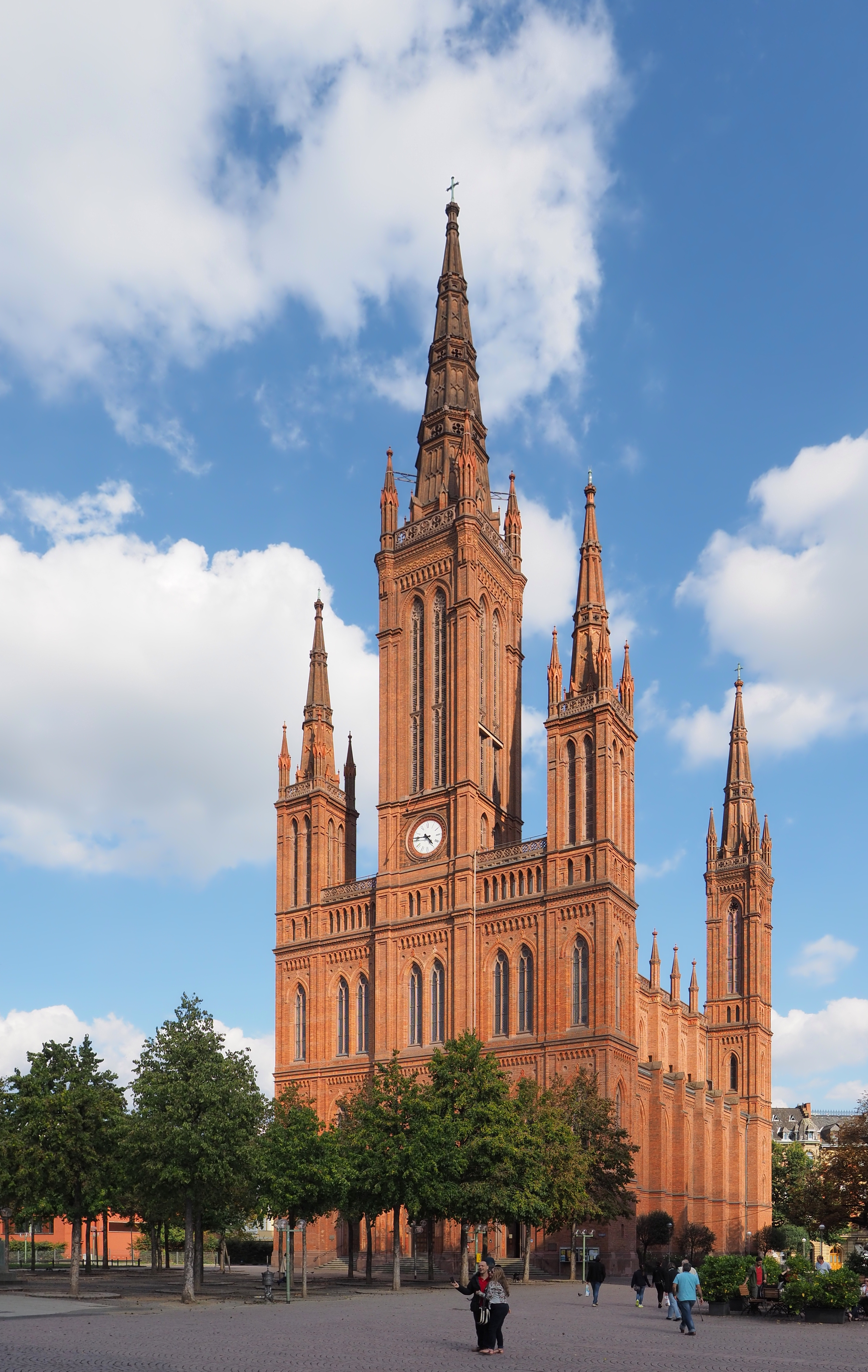
Marktkirche mit ihren fünf Türmen (2014)

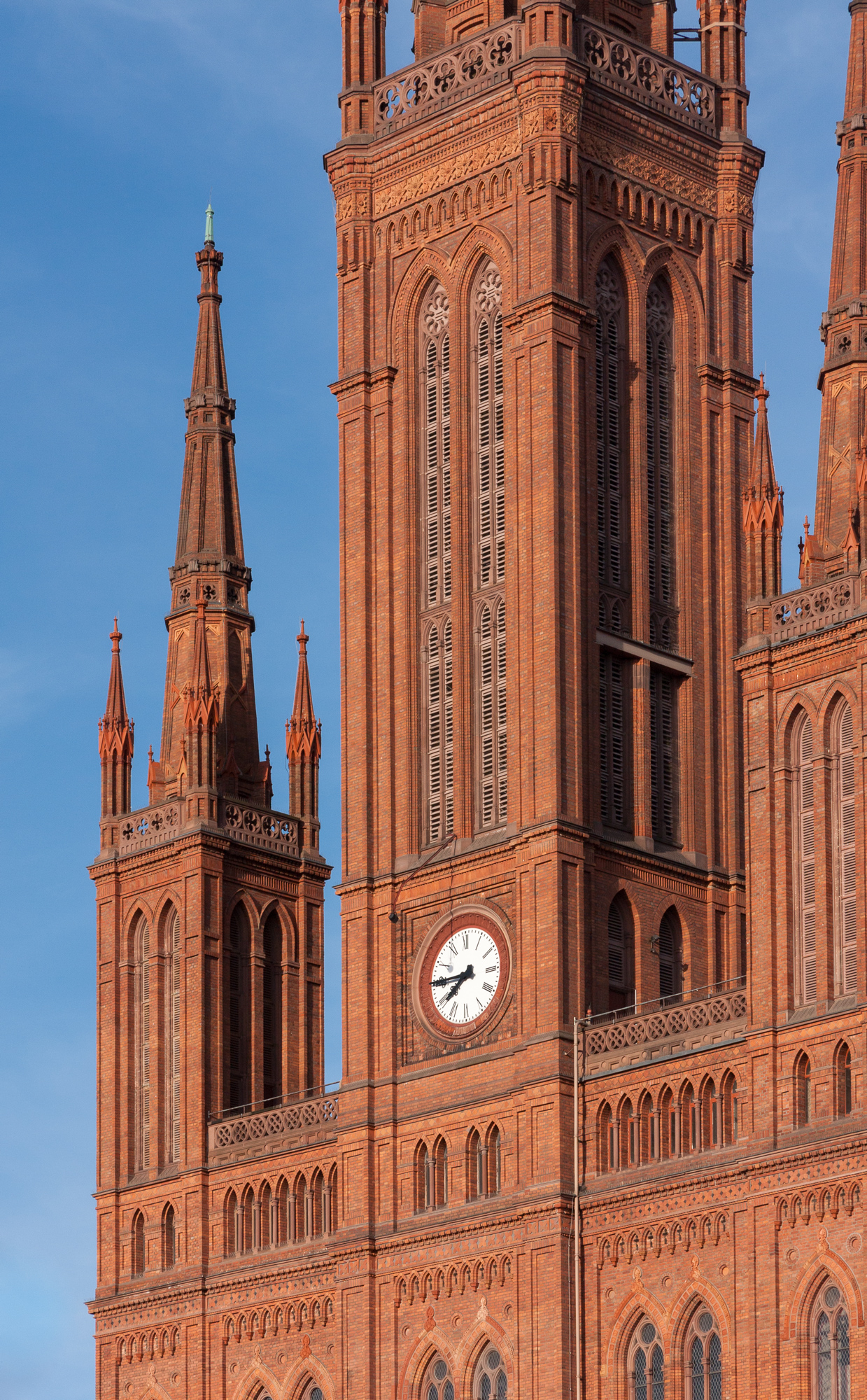
Nahaufnahme der Westfassade vom Schlossplatz aus

Die neugotische Marktkirche in Wiesbaden ist die evangelische Hauptkirche der hessischen Landeshauptstadt. Sie wurde in den Jahren 1853 bis 1862 von Carl Boos als Nassauer Landesdom am Schlossplatz erbaut und war seinerzeit der größte Backsteinbau des Herzogtums Nassau.

## Geschichte

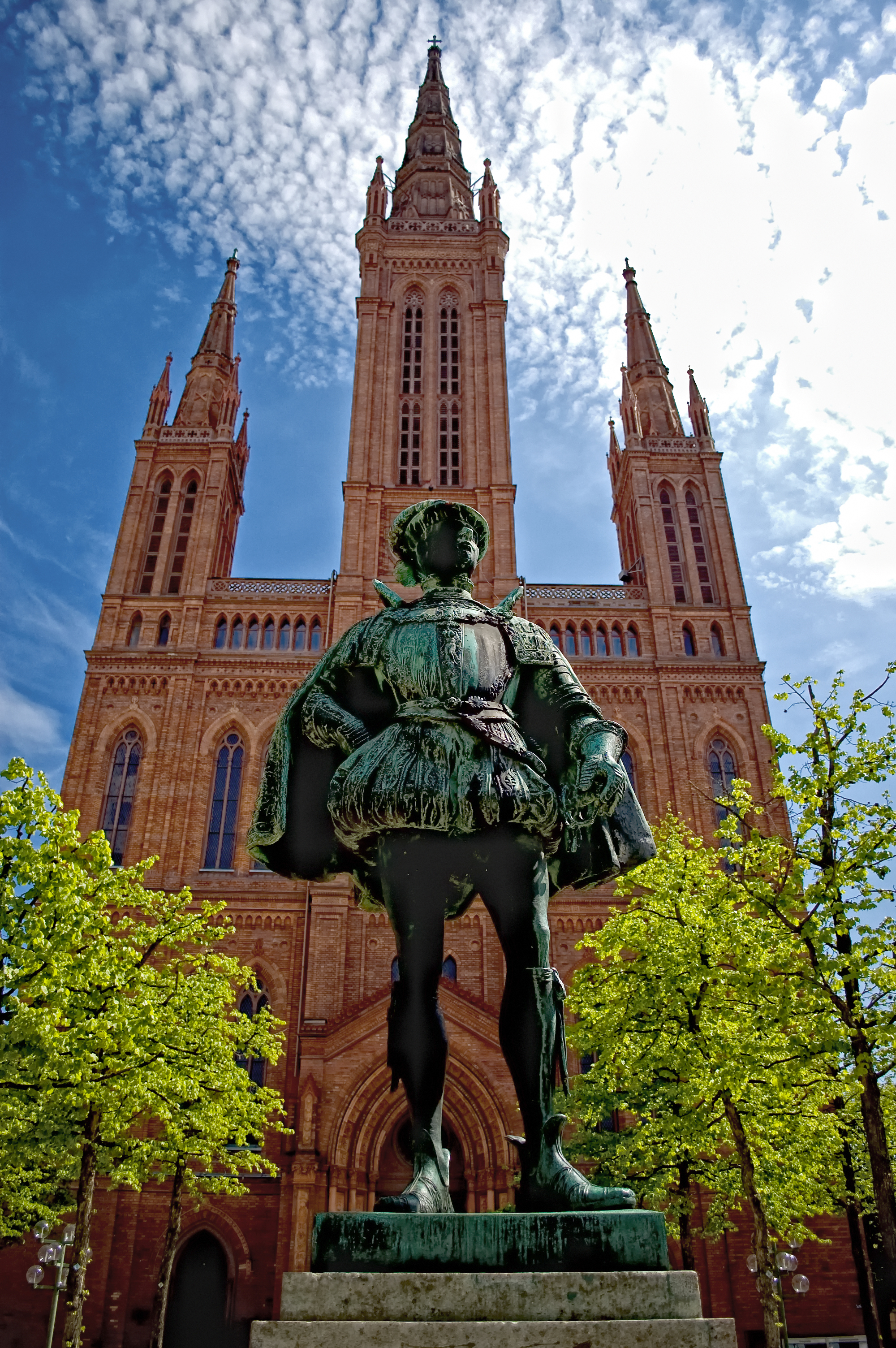
Wilhelm I. von Nassau – Standbild vor der Marktkirche mit ihrem knapp 89 m hohen Hauptturm und den beiden jeweils 58 m hohen Seitentürmen

### Vorgeschichte und Bauzeit (1850 bis 1862)
Am 27. Juni 1850 wurde die evangelische Hauptkirche Wiesbadens, die mittelalterliche Mauritiuskirche, bei einem Brand zerstört. Nachdem ein Gutachten ergab, dass die noch stehenden Außenwände keine ausreichende Standfestigkeit mehr hatten, entschloss man sich zu einem Neubau. Am 26. Januar 1851 wurde der Baumeister Carl Boos damit beauftragt, einen geeigneten Bauplatz zu finden. Boos legte daraufhin drei Vorschläge vor, nämlich den alten Standort der Mauritiuskirche am Mauritiusplatz, den schließlich gewählten am Schlossplatz sowie eine Stelle in den Weinbergen an den Taunushängen.
Da der Neubau dem Repräsentationsbedürfnis der nassauischen Residenz und aufstrebenden Kurstadt entsprechen sollte, verwarf man den alten Bauplatz in der beengten Altstadt. Die fünf Geistlichen im Kirchenvorstand bevorzugten den Standort in den Weinbergen auf der Anhöhe, damit die neue Kirche von weitem sichtbar sei, wurden aber von den sechs Laien überstimmt, die die zentrale Lage am Schlossplatz vorzogen. Der Nassauer Herzog stellte für den Bau das Grundstück zur Verfügung, beteiligte sich aber nicht weiter an den Baukosten.
Carl Boos, der sich bereits durch das 1838 bis 1842 von ihm in Wiesbaden errichtete Ministerialgebäude ausgezeichnet hatte, erhielt ohne Wettbewerb noch im selben Jahr den Auftrag zur Errichtung der neuen Marktkirche.
Am 14. Januar 1852 legte er seine Pläne für einen verputzten Bruchsteinbau vor, änderte seine Pläne aber am 25. Februar 1852 dahingehend, dass er sich nun für einen für die Region untypischen Backsteinbau aussprach. Er orientierte sich dabei an Karl Friedrich Schinkels Friedrichswerderscher Kirche in Berlin. Der ungewöhnliche neugotische Entwurf mit seinen fünf Türmen erntete wegen des Materials, des gotischen Stils und der angeblich zu hohen Türme Kritik, von denen sich Boos aber nicht beeindrucken ließ. Er erhöhte die Türme sogar noch deutlich auf knapp 89 m für den Hauptturm, 175 Fuß für die Seitentürme (ca. 57 m) und 220 Fuß für die Chortürme (ca. 73 m). Die Grundsteinlegung fand am 22. September 1853 statt, die Weihe am 13. November 1862.

### Besondere Ereignisse (seit 1862)
Am 31. Dezember 1874 wurden in der Marktkirche, sie war die Garnisonkirche, die gemäß A. K. O. vom 2. September 1873 errichteten Gedenktafeln für die im Feldzuge 1870/71 Gefallenen der Regimenter 80, 87 und des Feldartillerie-Regiments Nr. 27 eingeweiht.
Zwischen 1890 und 1898 spielte der Komponist, Organist und Pianist Max Reger während seiner Zeit in Wiesbaden (1890–1898) auf der Orgel der Marktkirche. 1929 wurde Ernst Ludwig Dietrich Pfarrer, der von 1933 bis 1945 Landesbischof der Evangelischen Kirche in Hessen und Nassau war und den völkischen Deutschen Christen angehörte, von denen er sich allerdings 1938 distanzierte. Sein Nachfolger wurde 1934 bis zu seinem Tod im Jahr 1965 Willy Borngässer, der wegen seiner politischen Ansichten von den Nationalsozialisten mehrere Male verhaftet wurde und von 1943 bis 1945 im Zuchthaus saß. Martin Niemöller, Widerstandskämpfer, Mitgründer des Pfarrernotbundes und Ehrenbürger von Wiesbaden, hielt 1937 in der Marktkirche die letzte Predigt vor seiner Verhaftung.

## Architektur

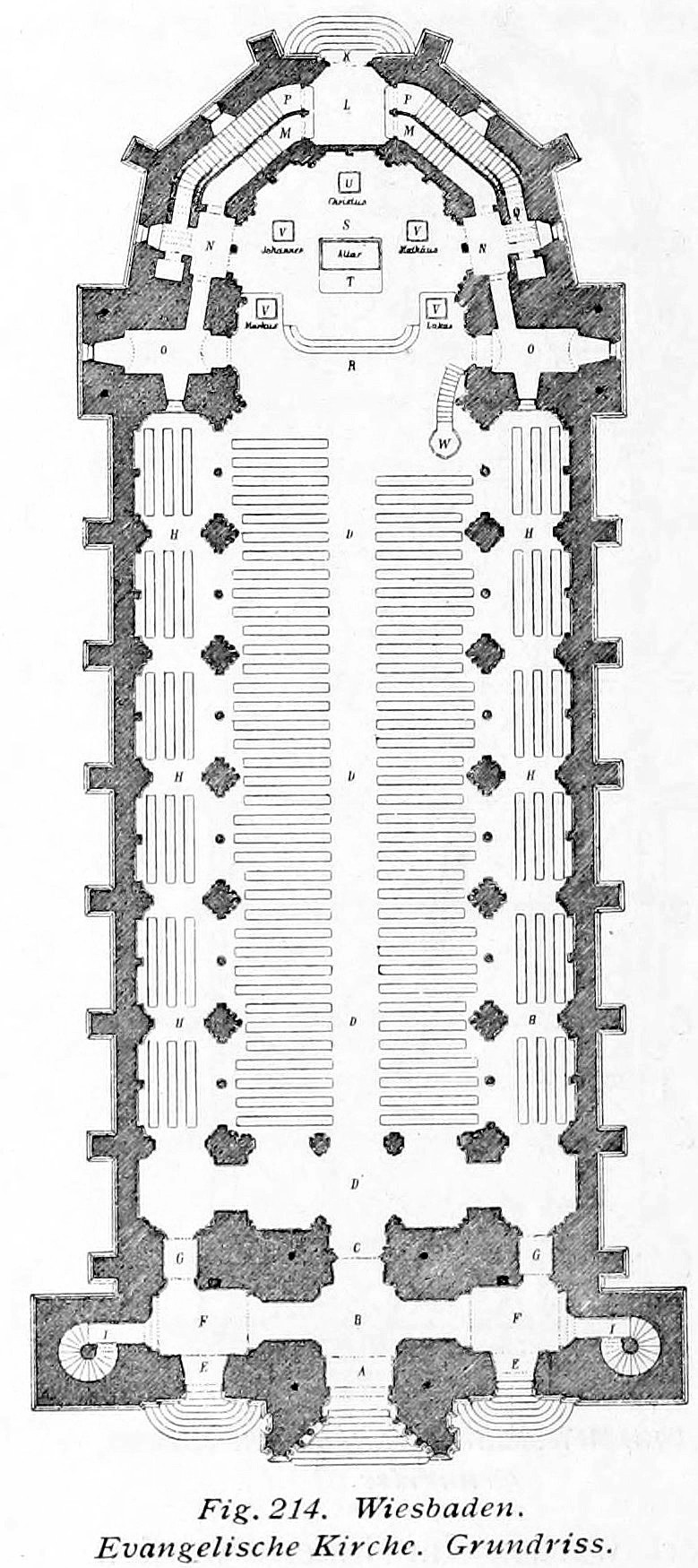
Grundriss der Marktkirche

### Äußeres
Das Vorbild der dreischiffigen Basilika ohne Querschiff in neogotischem Stil mit klassizistischer Ornamentik war die Friedrichswerdersche Kirche von Karl Friedrich Schinkel in Berlin und sie hat wie diese einen ungewöhnlichen polygonalen 5/10-Chorschluss. Die Marktkirche war der erste reine Ziegelbau im Herzogtum Nassau. Der Westturm erhebt sich gut 88 Meter über den angrenzenden Marktplatz (historisch wird seine Höhe mit 300 Fuß / 98 Metern angegeben) und ist damit auch heute noch das höchste Gebäude der Stadt. Insgesamt gibt es fünf Türme: neben dem angesprochenen Westturm gibt es vier Ecktürme. Die Seitentürme haben eine Höhe von jeweils 58 m, die beiden Chortürme eine Höhe von 73 m.

### Inneres

Blick durch das Kirchenschiff in Richtung Chor

Das Innere hat eine Länge von 50 m, eine Breite von 20 m und eine Höhe von 28 m und ist von Emporen umzogen. Das Deckengewölbe wurde als Sternenhimmel ausgemalt. Der Chor ist gegenüber dem Schiff um drei Stufen erhöht. Die bunten Glasmalereien der drei mittleren Fenster entstanden zwischen 1953 und 1962 und zeigen links die Geburt Christi, in der Mitte die Auferstehung und rechts die Kreuzigung Christi. Anlässlich des 150. Kirchenjubiläums wurden 2012 drei neue Fenster des Künstlers Karl-Martin Hartmann eingebaut, die unter anderem ein Porträt Martin Luthers vor einem schwarzen Loch und einen Auszug aus dem ersten Kapitel des Buches Genesis zeigen.

## Ausstattung

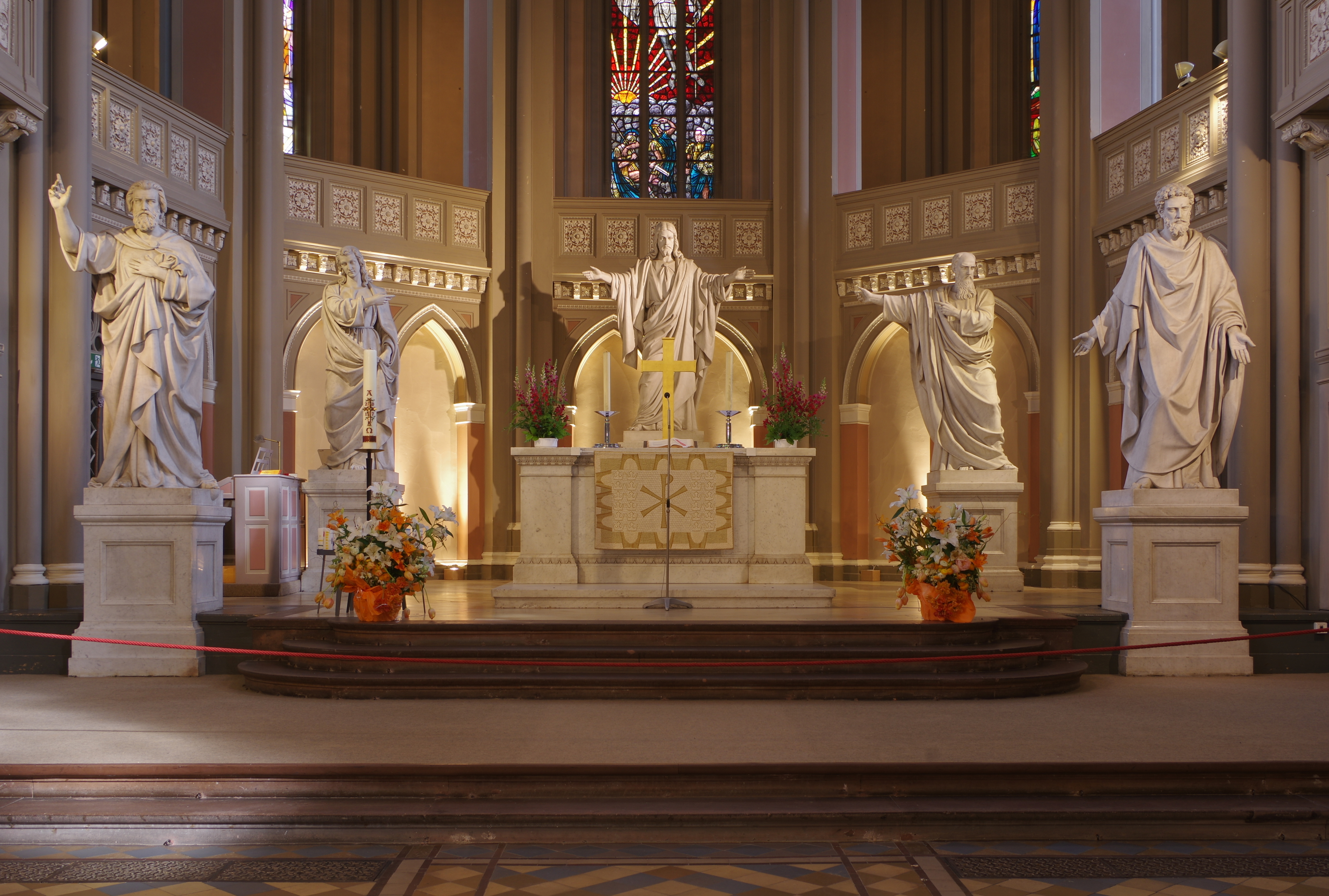
Christus und Evangelistengruppe von Emil Hopfgarten

Der Chorraum wird durch die fünf lebensgroßen Statuen aus weißem Marmor beherrscht, die Herzog Adolph stiftete und die 1863 in der Kirche aufgestellt wurden. Emil Hopfgarten und sein Schüler Scipione Jardellea stellten die Figuren nach insgesamt fast 20 Jahren Arbeit fertig. Hinter dem Marmoraltar steht Christus mit ausgebreiteten, segnenden Händen auf einem Podest, links flankiert von den Evangelisten Markus und Johannes, rechts von Matthäus und Lukas. Eine Restaurierung der Chorfiguren folgte im Jahr 2015.

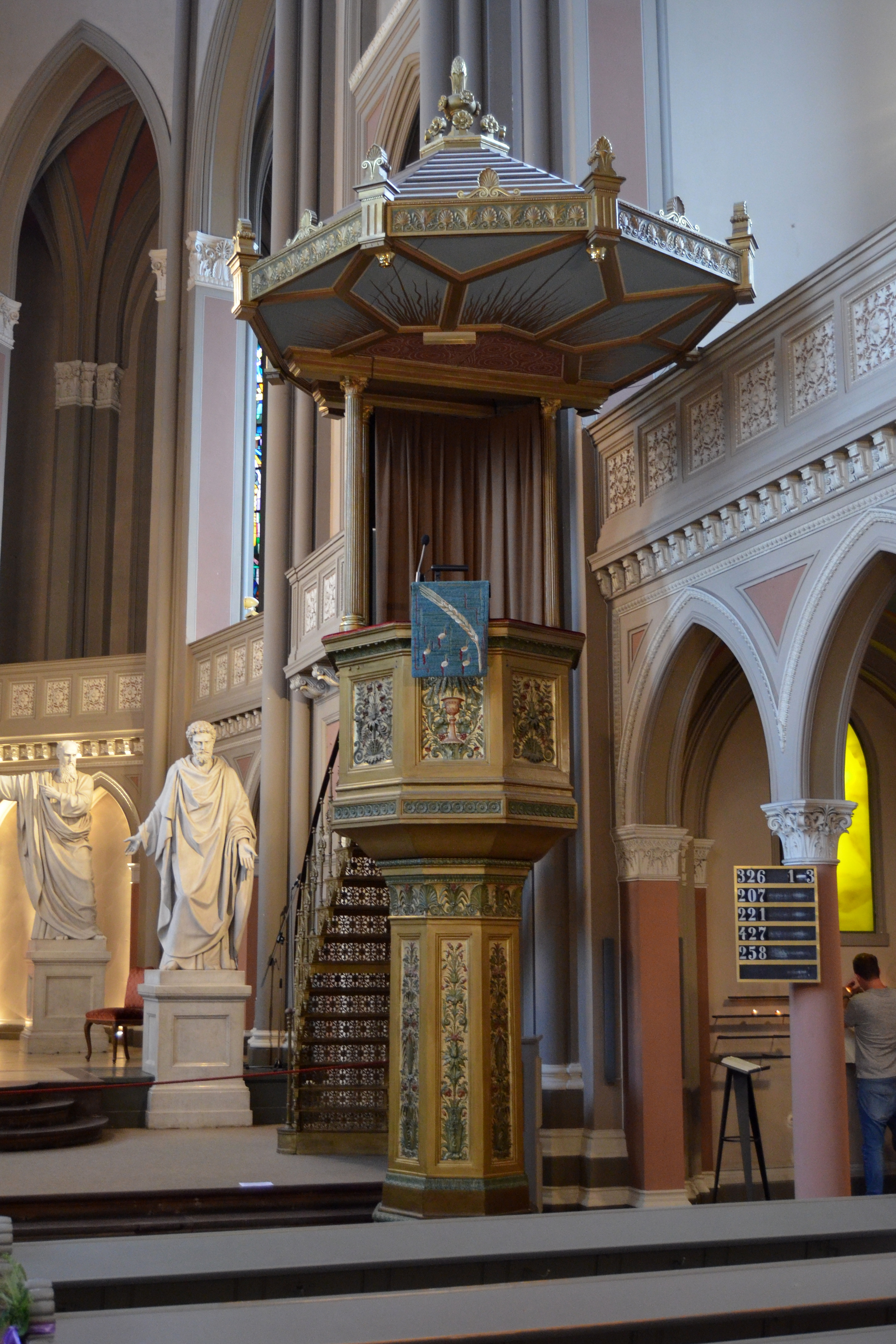
Kanzel

Die polygonale Kanzel ruht auf einer achtseitigen Säule und hat einen gewölbten Schalldeckel, der an der Unterseite ein Sterngewölbe imitiert. Die Kanzel sollte ursprünglich ebenfalls aus Marmor angefertigt werden. Aus Kostengründen entstand 1862 ein bronzierter Eisenguss als Provisorium, der hinter dem rechten Chorbogen aufgestellt und seitdem nicht mehr verändert wurde. Kreuz, Kelch und Anker auf den Kanzelfeldern symbolisieren die drei christlichen Tugenden Glaube, Liebe und Hoffnung. Vom 4. Advent bis zum 2. Februar wird in der Kirche eine Weihnachtskrippe aus Lindenholz als Hochrelief in Muschelform aufgestellt, die der Wiesbadener Bildhauer Hanns Wolf Spemann 1982 angefertigt hat. Das hölzerne Kirchengestühl mit geschwungenen Wangen lässt einen Mittelgang frei.

## Orgeln

### Hauptorgel

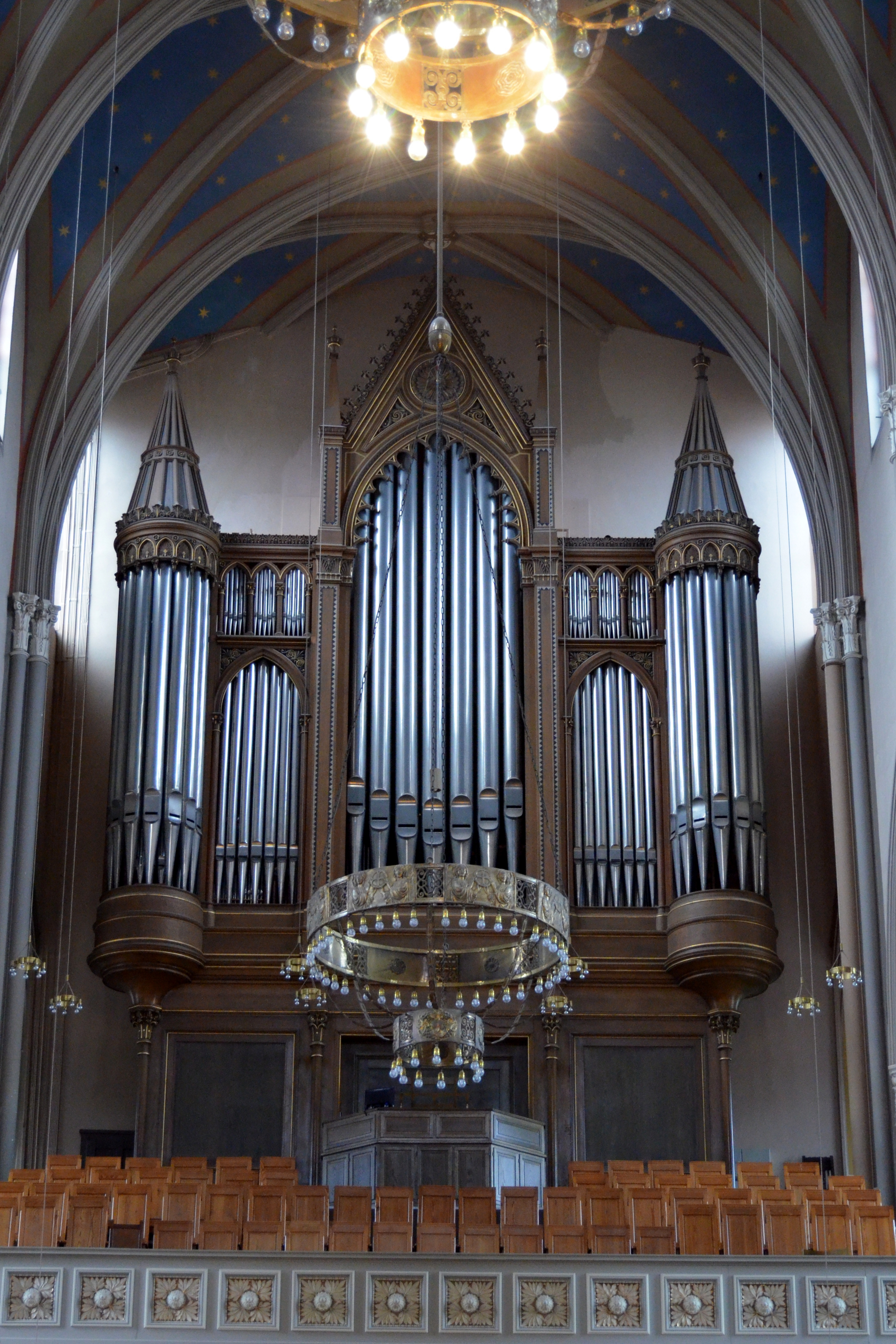
Hauptorgel

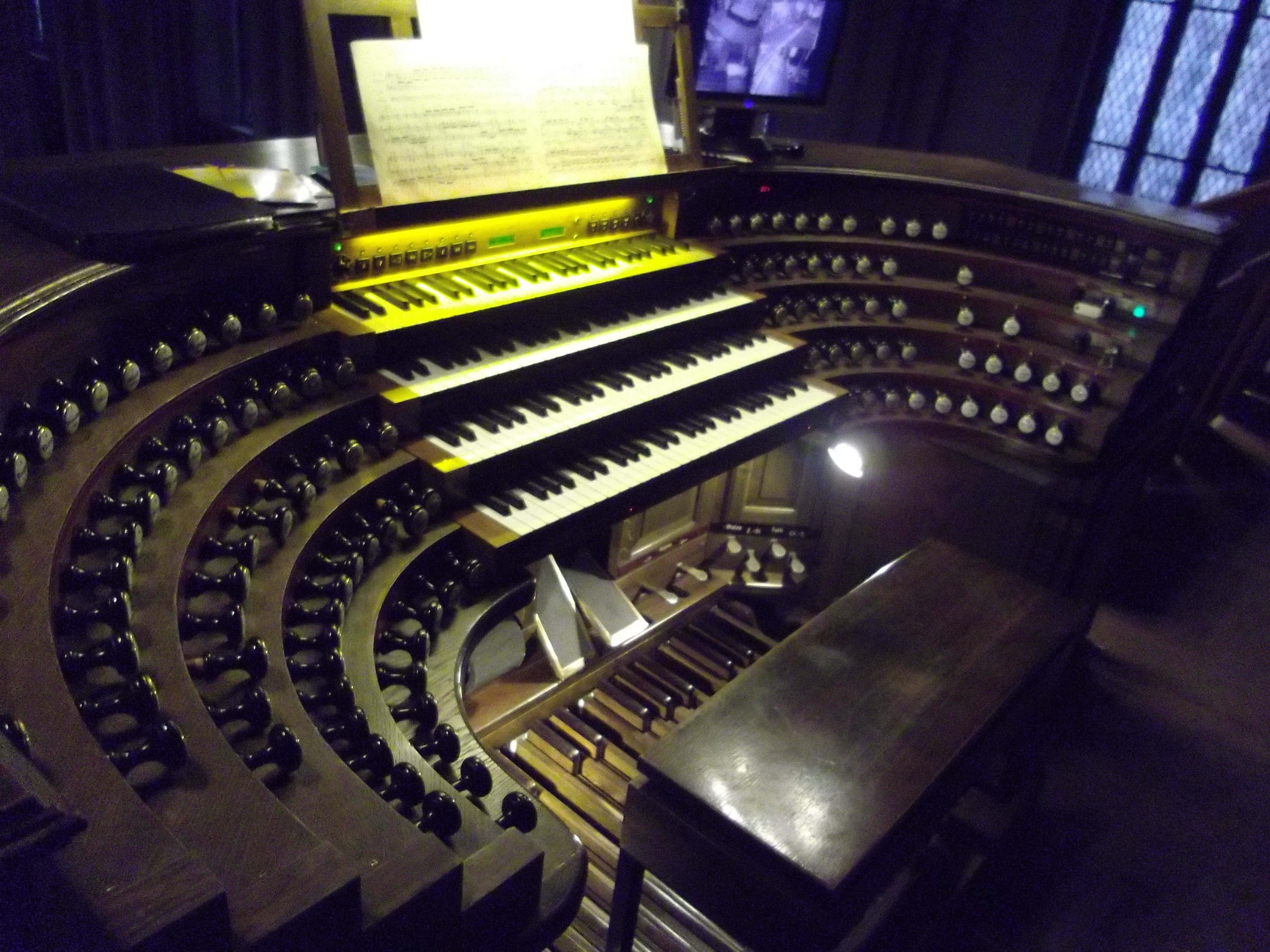
Spieltisch der Hauptorgel

Die ursprüngliche Orgel wurde 1863 von der Firma Eberhard Friedrich Walcker aus Ludwigsburg geliefert. Sie hatte 53 Register und eine mechanische Traktur. Im Jahr 1900 ersetzte Walcker die mechanische Traktur durch eine pneumatische. 1929 elektrifizierte Sauer die pneumatische Traktur und erweiterte die Orgel auf IV/74. 1938 nahm Walcker noch einen Umbau vor; die Orgel hatte danach 75 Register. 1968 wurde die Orgel aus statischen Gründen abgetragen und 1970 durch Gebr. Oberlinger, Windesheim beim Wiederaufbau zu einer Orgel mit elektrischer Spiel- und Registertraktur umgebaut.
Der letzte Umbau und Erweiterung datiert aus dem Jahr 1982 (Gebr.Oberlinger, Windesheim), bei der man die Anzahl der Register auf insgesamt 85 (73 in der Hauptorgel, 12 in der Chororgel) erweiterte. 20 davon stammen noch aus der Ursprungsorgel von 1863. Das Instrument hat insgesamt 6198 Pfeifen. Die Spiel- und Registertrakturen sind elektrisch. Der Hauptspieltisch stammt aus dem Jahre 1982 und ist nach dem Vorbild französischer Cavaillé-Coll-Orgeln angelegt. Er verfügt über eine digitale Aufnahme- und Wiedergabeeinrichtung, welche bei Aktivierung die Ton- und Registermagnete ansteuert. Das Chamadenwerk ist frei ankoppelbar.
Die Orgel der Marktkirche ist die größte im Bezirk der Evangelischen Kirche in Hessen und Nassau. Auf der Orgel spielten Albert Schweitzer und Max Reger.
| I Hauptwerk C–g3 |               |       |
| 01.              | Praestant     | 16′   |
| 02.              | Gedackt       | 16′   |
| 03.              | Prinzipal     | 08′   |
| 04.              | Doppelflöte   | 08′   |
| 05.              | Bourdon       | 08′   |
| 06.              | Gemshorn      | 08′   |
| 07.              | Octave        | 04′   |
| 08.              | Rohrflöte     | 04′   |
| 09.              | Quinte        | 2 ⁄3′ |
| 10.              | Octave        | 02′   |
| 11.              | Flachflöte    | 02′   |
| 12.              | Cornett III–V | 2 ⁄3′ |
| 13.              | Mixtur V–VI   | 1 ⁄3′ |
| 14.              | Cymbel IV     | 2⁄3′  |
| 15.              | Fagott        | 16′   |
| 16.              | Trompete      | 08′   |

| II Positiv C–g3 |              |       |
| 17.             | Gambe        | 16′   |
| 18.             | Praestant    | 08′   |
| 19.             | Gedackt      | 08′   |
| 20.             | Salicional   | 08′   |
| 21.             | Unda Maris   | 08′   |
| 22.             | Principal    | 04′   |
| 23.             | Salicet      | 04′   |
| 24.             | Spillflöte   | 04′   |
| 25.             | Principal    | 02′   |
| 26.             | Larigot      | 1 ⁄3′ |
| 27.             | Fourniture V | 1 ⁄3′ |
| 28.             | Dulcian      | 16′   |
| 29.             | Cromorne     | 08′   |
| 30.             | Rohrschalmey | 08′   |
|                 | Tremulant    |       |

| III Schwellwerk C–g3 |                  |        |
| 31.                  | Bourdon          | 16′    |
| 32.                  | Principal        | 08′    |
| 33.                  | Flûte            | 08′    |
| 34.                  | Flûte à cheminée | 08′    |
| 35.                  | Viole de Gambe   | 08′    |
| 36.                  | Voix céleste     | 08′    |
| 37.                  | Octave           | 04′    |
| 38.                  | Flûte conique    | 04′    |
| 39.                  | Nazard           | 2 ⁄3′  |
| 40.                  | Doublette        | 02′    |
| 41.                  | Tierce           | 1 3⁄5′ |
| 42.                  | Septième         | 1 ⁄7′  |
| 43.                  | Piccolo          | 01′    |
| 44.                  | Plein Jeu V–VII  | 1 ⁄3′  |
| 45.                  | Basson           | 16′    |
| 46.                  | Trompette        | 08′    |
| 47.                  | Hautbois         | 08′    |
| 48.                  | Voix humaine     | 08′    |
| 49.                  | Clairon          | 04′    |
|                      | Tremulant        |        |

| IV Bombardwerk C–g3 (schwellbar) |                  |       |
| 50.                              | Flûte harmonique | 08′   |
| 51.                              | Flûte octaviante | 04′   |
| 52.                              | Cornet V         | 08′   |
| 53.                              | Fourniture IV    | 2 ⁄3′ |
| 54.                              | Bombarde         | 16′   |
| 55.                              | Trompette        | 08′   |
| 56.                              | Clarion          | 04′   |

| Chamaden C–g3 |           |     |
| 57.           | Trompette | 16′ |
| 58.           | Trompette | 08′ |
| 59.           | Trompette | 04′ |

| Pedal C–f1 |                 |        |
| 60.        | Grand Bourdon   | 32′    |
| 61.        | Principalbass   | 16′    |
| 62.        | Violonbass      | 16′    |
| 63.        | Subbass         | 16′    |
| 64.        | Octavbass       | 08′    |
| 65.        | Offenbass       | 08′    |
| 66.        | Choralbass      | 04′    |
| 67.        | Bassflöte       | 04′    |
| 68.        | Basszink II     | 5 1⁄3′ |
| 69.        | Rauschpfeife IV | 2 ⁄3′  |
| 70.        | Bombarde        | 32′    |
| 71.        | Posaune         | 16′    |
| 72.        | Trompete        | 08′    |
| 73.        | Clarine         | 04′    |

- Koppeln: Normalkoppeln, Sub- und Superoktavkoppeln, Chamaden an jedes Teilwerk
- Spielhilfen: 6400-fache Setzeranlage, Sequenzer, Transposer, MIDI, programmierbare Crescendowalze, Selbstspielfunktion mit Aufnahme/Wiedergabe/Fehlerkorrektur direkt im Spieltisch.

### Chororgel

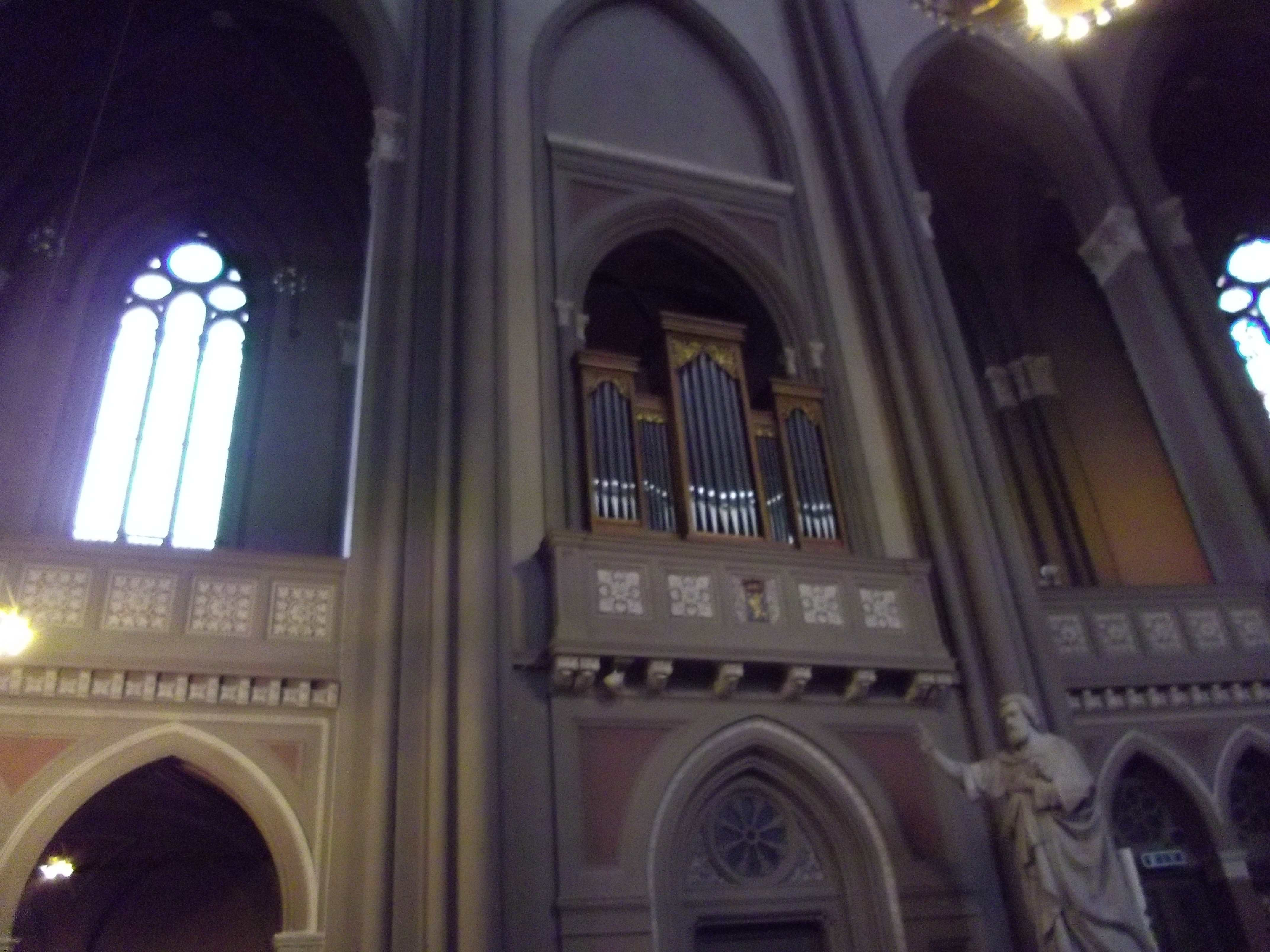
Chororgel der Marktkirche

Die Chororgel steht auf der ehemaligen Kaiserloge links des Altarraumes im Oberlinger-Gehäuse des ehemaligen Rückpositives der Hauptorgel aus dem Jahr 1971. Sie ersetzt die Walcker-Chororgel, welche sich von 1965 bis 1982 am selben Standort befand und als Gebrauchtinstrument aus der evangelischen Kirche Berghausen in Aßlar stammte. Sie besitzt zwölf Register auf einem Manual und Pedal und kann vom eigenen Spieltisch, oder auch vom vierten Manual bzw. der Pedalklaviatur des Hauptorgelspieltisches angespielt werden. Umgekehrt kann auch die Gesamtorgelanlage über den Spieltisch der Chororgel angespielt werden. Dabei werden die Registrierungen über die Setzerkombinationen abgerufen. Die Disposition ist wie folgt:
| Manualwerk C–g3 |                 |        |
| 1.              | Gedackt         | 08′    |
| 2.              | Quintatön       | 08′    |
| 3.              | Praestant       | 04′    |
| 4.              | Blockflöte      | 04′    |
| 5.              | Waldflöte       | 02′    |
| 6.              | Sesquialter II0 | 01 ⁄3′ |
| 7.              | Sifflet         | 01′    |
| 8.              | Scharff IV      | 01′    |
| 9.              | Vox humana      | 08′    |
|                 | Tremulant       |        |

| Pedal C–f1 |                |     |
| 10.        | Subbass        | 16′ |
| 11.        | Principalbass0 | 08′ |
| 12.        | Offenbass      | 04′ |

- Koppeln: I/P

## Glocken

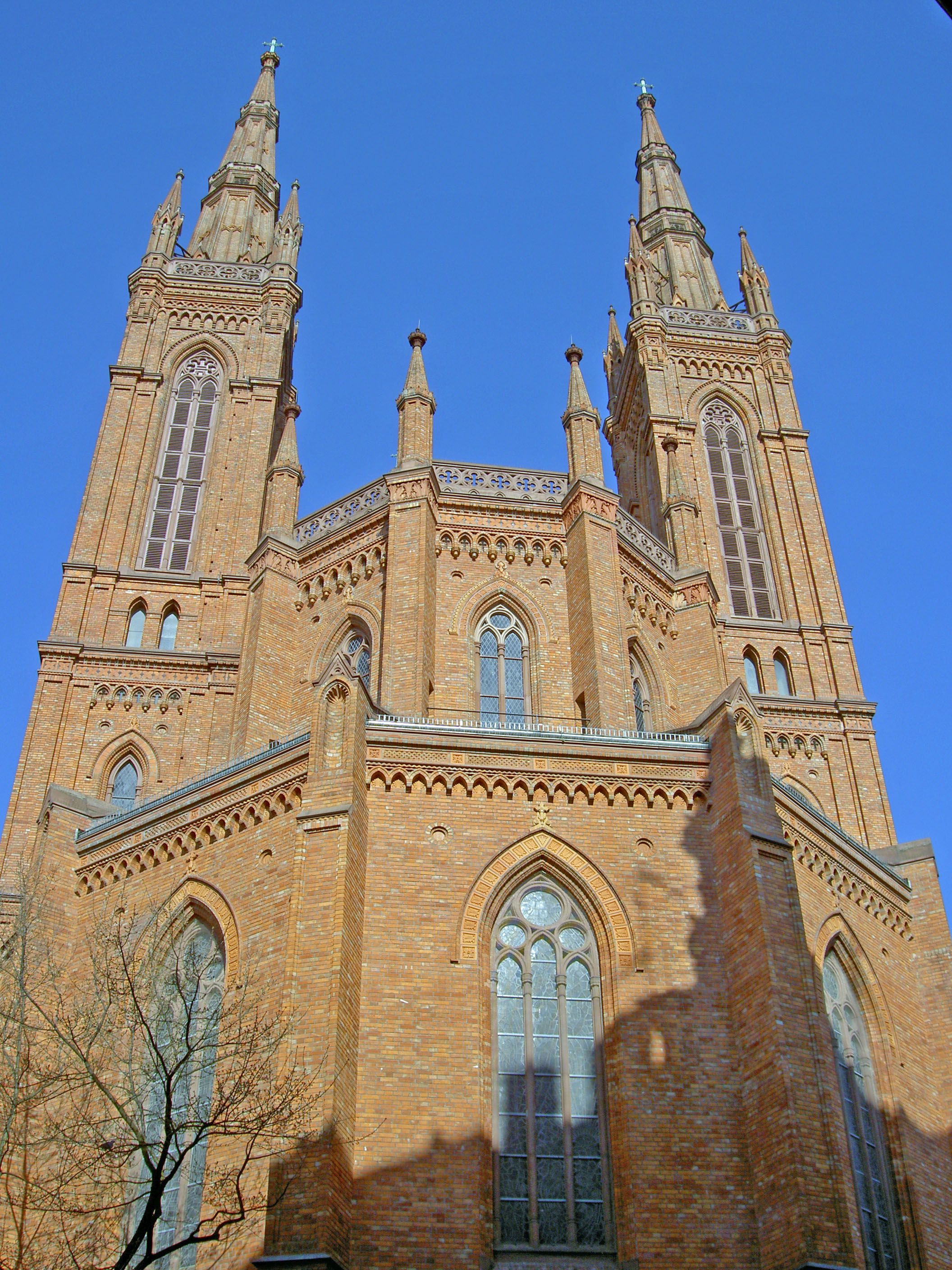
Die 73 m hohen Chortürme der Marktkirche

Die Marktkirche besitzt insgesamt fünf Bronzeglocken. Vier davon wurden 1962 von den Gebrüdern Rincker aus Sinn gegossen. Sie tragen Symbole der vier Evangelisten (Mensch, Löwe, Stier, Adler) sowie ein Wort des jeweiligen Evangeliums. Die fünfte Glocke, die nach einer Sammelaktion durch Kinder heute Kinderglocke genannt wird, stammt noch vom ursprünglichen Geläut aus dem Jahr 1862. Die fünf Glocken haben folgende Schlagtöne:
| Nr. | Name         | Gussjahr | Gießer                    | Ø (cm) | Masse (kg) | Nominal | Inschrift/Symbol |
| 1   | Matthäus     | 1962     | Gebr. Rincker, Sinn       |        |            | h0      | Mensch           |
| 2   | Markus       | 1962     | Gebr. Rincker, Sinn       |        |            | d1      | Löwe             |
| 3   | Lukas        | 1962     | Gebr. Rincker, Sinn       |        |            | e1      | Stier            |
| 4   | Johannes     | 1962     | Gebr. Rincker, Sinn       |        |            | fis1    | Adler            |
| 5   | Kinderglocke | 1862     | Andreas Hamm, Frankenthal | 87     | 405        | a1      |                  |

Darüber hinaus existiert noch eine weitere ursprüngliche Glocke (Schlagton gis'), die allerdings beschädigt ist. Sie dient als Taufstein-Sockel im Altarraum.

### Glockenspiel (Carillon)
Die Marktkirche besitzt ein Carillon, das in etwa 65 m Höhe im Hauptturm untergebracht ist. Über 290 Treppenstufen kann man die mechanische Klaviatur erreichen, mit der man es bespielen kann. Es besteht aus 49 Bronzeglocken, von denen die größte 2,2 Tonnen, die kleinste 13 kg wiegt. Alle Glocken zusammen wiegen 11 Tonnen, einschließlich der Stahlkonstruktion, an der sie aufgehängt sind, 21 Tonnen. Eingeweiht wurde das Glockenspiel am Reformationstag, dem 31. Oktober 1986. Finanziert wurde es durch die Ev. Marktkirchengemeinde, die Stadt Wiesbaden und durch viele Spenden.
Die Tonfolge des Carillons beginnt mit den Tönen c1, d1, e1, f1 und wird dann chromatisch bis d5 fortgeführt. Mit Ausnahme der großen Matthäus-Glocke wurden die Läuteglocken in das Spiel integriert.

## Gemeinde
Die Marktkirchengemeinde gehört zum Dekanat Wiesbaden der Propstei Rhein-Main der Evangelischen Kirche in Hessen und Nassau. Vorsitzende des Kirchenvorstandes ist Margot Klee.

## Trivia
In der Fernsehserie Der Staatsanwalt dient die Marktkirche häufig als Zwischenmotiv bei Szenenwechseln.